# The April Fools
The April Fools is een Amerikaanse filmkomedie uit 1969 onder regie van Stuart Rosenberg.

## Verhaal
Howard Brubaker en Catherine Gunther zijn beiden ongelukkig getrouwd. Ze worden verliefd op elkaar, maar Howard komt er al spoedig achter dat Catherine de vrouw is van zijn chef. Als Catherine voorstelt om samen in Parijs een nieuw leven te beginnen, stemt Howard daarmee in.

## Rolverdeling
| Acteur            | Personage         |
| ----------------- | ----------------- |
| Jack Lemmon       | Howard Brubaker   |
| Catherine Deneuve | Catherine Gunther |
| Peter Lawford     | Ted Gunther       |
| Jack Weston       | Potter Shrader    |
| Myrna Loy         | Grace Greenlaw    |
| Charles Boyer     | Andre Greenlaw    |
| Kenneth Mars      | Les Hopkins       |
| Melinda Dillon    | Leslie Hopkins    |
| Harvey Korman     | Matt Benson       |
| Sally Kellerman   | Phyllis Brubaker  |
| Gary Dubin        | Stanley Brubaker  |
| Janice Carroll    | Mimsy Shrader     |
| Dee Gardner       | Naomi Jackson     |
| David Doyle       | Orlow P. Walters  |
| Susan Barrett     | Zangeres          |